# Soma Bay
Soma Bay est une station balnéaire sur la mer Rouge en Égypte, dans le gouvernorat de la Mer-Rouge, à 45 km au sud de l'aéroport international de Hurghada et à une dizaine de kilomètres au nord de la ville portuaire de Safaga.

## Description
La station, de type station intégrée, créée à partir de 1991 par la Soma Bay Development Company, est établie sur une presqu'île (Ras Abu Soma, en arabe رأس أبو سومة (Raʾs Abū Sōma)) d'une longueur de 5 km sur une largeur de 2 km. Elle est accessible par une unique route d'accès de statut privé.
Elle offre la possibilité de pratiquer de nombreux sports : plongée et, en raison de vents favorables, voile, windsurf, kitesurf ; elle possède un golf de 18 trous. Cinq complexes touristiques y sont installés : Kempinski, Sheraton, Robinson Club, The Cascades et The Breakers Diving & Surfing Lodge. On y trouve également un centre de thalassothérapie.